# Jackie Earle Haley
Pour les articles homonymes, voir Jack Haley (homonymie).
Jackie Earle Haley est un acteur américain, né le 14 juillet 1961 à Northridge, un quartier de Los Angeles.

## Biographie
Né en Californie, Jackie Earle Haley commence pourtant sa carrière cinématographique sous la direction d'un Français, Jacques Deray, dans Un homme est mort en 1972, aux côtés de Jean-Louis Trintignant et Roy Scheider. Il enchaîne ensuite les brèves apparitions dans des séries télévisées comme Shazam! ou La Planète des singes. Pendant le reste des années 1970, Jackie Earle Haley sera ensuite Kelly Leak dans la trilogie The Bad News Bear et tient des seconds rôles dans les films Le Jour du fléau (The Day of the Locust) de John Schlesinger en 1975 et La Bande des quatre (Breaking Away) de Peter Yates en 1979.
Après avoir donné la réplique à Tom Cruise dans American Teenagers, sa carrière d'acteur souligne un net ralentissement, où Haley se retrouve dans des films de série B et interprète des rôles éphémères dans les séries MacGyver ou Le Rebelle. Après douze années de carrière en sommeil, Jackie Earle Haley réapparaît sur grand écran en 2006 dans Les Fous du roi de Steven Zaillian et dans Little Children, dont son interprétation du pédophile en réinsertion lui vaudra une nomination à l'Oscar du Meilleur second rôle en 2007. Avec ce regain de notoriété, il accumule les tournages, à commencer par ceux de Fragments et de Semi-pro.
En 2009, il revient au premier plan avec, tout d'abord, le rôle salué par de nombreux critiques de Walter Kovacs, alias le Rorschach des Watchmen de Zack Snyder, puis devient George Noyce dans le Shutter Island de Martin Scorsese.
Il est également le dernier Freddy Krueger dans le remake des Griffes de la nuit sorti en 2010, succédant ainsi à Robert Englund dans le rôle.

## Filmographie

### Cinéma
- 1972 : Un homme est mort de Jacques Deray : Eric
- 1975 : Le Jour du fléau (The Day of the Locust) de John Schlesinger : Adore
- 1976 : La Chouette Équipe (The Bad News Bears) de Michael Ritchie : Kelly Leak
- 1977 : The Bad News Bears in Breaking Training de Michael Pressman : Kelly Leak
- 1977 : Les Survivants de la fin du monde (Damnation Alley) : Billy
- 1978 : The Bad News Bears Go to Japan de John Berry : Kelly Leak
- 1979 : La Bande des quatre (Breaking Away) de Peter Yates : Moocher
- 1983 : American Teenagers (Losin’ it) de Curtis Hanson : Dave
- 1985 : The Zoo Gang de Pen Densham et John Watson : Little Joe
- 1991 : Dollman d’Albert Pyun : Braxton Red
- 1993 : Nemesis d’Albert Pyun : Einstein
- 1993 : Maniac Cop 3: Badge of Silence de William Lustig et Joel Soisson : Frank Jessup
- 2006 : Little Children de Todd Field : Ronald James McGorvey
- 2006 : Les Fous du roi (All the King’s Men) : Sugar Boy
- 2008 : Semi-pro : Dukes
- 2008 : Fragments (Winged Creatures) : Bob Jaspersen
- 2009 : Watchmen : Les Gardiens de Zack Snyder : Rorschach
- 2010 : Shutter Island de Martin Scorsese : George Noyce
- 2010 : Louis : juge Perry
- 2010 : Freddy : Les Griffes de la nuit (A Nightmare on Elm Street) de Samuel Bayer : Freddy Krueger
- 2011 : Bolden! : juge Perry
- 2012 : Lincoln : Alexander Stephens[1]
- 2012 : Dark Shadows : Willie Loomis
- 2013 : Parkland : Père Oscar Huber
- 2014 : RoboCop : Rick Mattox
- 2015 : Criminal Activities : Gerry
- 2016 : La Chute de Londres (London Has Fallen) de Babak Najafi : le commissaire Mason
- 2016 : The Birth of a Nation de Nate Parker :
- 2017 : La Tour sombre (The Dark Tower) : Sayre
- 2019 : Alita: Battle Angel de Robert Rodriguez : Grewishka, un cyborg
- 2023 : Hypnotic de Robert Rodriguez : Jeremiah
- 2023 : The Retirement Plan de Tim Brown : Donnie
- 2024 : The Union de Julian Farino : Foreman

### Télévision
- 1972 : Wait Till Your Father Gets Home (série télévisée) : Jamie Boyle (Voix)
- 1973 : The Partridge Family (série télévisée) : Rusty
- 1973 : Docteur Marcus Welby (Marcus Welby M.D.) (série télévisée) : Tony
- 1974 : La Planète des singes (Planet of the Apes) (série télévisée) : Kraik
- 1974 : Shazam! (série télévisée) : Norm Briggs
- 1974 : La Vallée des dinosaures (Valley of the Dinosaurs) (série télévisée) : Greg Butler (Voix)
- 1975 : La Famille des collines (The Waltons) (série télévisée) : Tom
- 1979 : La croisière s'amuse (The Love Boat) (série télévisée) : Un adolescent
- 1980 - 1981 : Breaking Away (série télévisée) : Moocher
- 1981 : Every Stray Dog and Kid (Téléfilm)
- 1983 : Miss Lonelyhearts (Téléfilm) : Seventeen-and-Desperate
- 1985 : MacGyver (série télévisée) : Turk
- 1986 : Arabesque (Murder She Wrote) (série télévisée) : Billy Willetts
- 1990 : Gravedale High (série télévisée) : Gill Waterman (Voix)
- 1991 : Get a Life (série télévisée) : Cousin Donald
- 1992 : Le Rebelle (Renegade) (série télévisée) : Stick
- 1993 : Le Prophète du mal (Prophet of Evil: The Ervil LeBaron Story) (Téléfilm)
- 2010- 2011 : Human Target : La Cible (série télévisée) : Guerrero
- 2016 : Preacher : Odin Quinncannon
- 2017 : The Tick : La Terreur
- 2018 : Narcos: Mexico : Jim Ferguson
- 2022 : The First Lady : Louis McHenry Howe

## Distinctions

### Récompenses
- Chlotrudis Awards 2007 : meilleur acteur dans un second rôle pour Little Children

### Nominations
- Oscars 2007 : meilleur acteur dans un second rôle pour Little Children
- Teen Choice Awards 2010 : meilleur acteur dans un film d'horreur/thriller pour Freddy : Les Griffes de la nuit
- Scream Awards 2010 : meilleur méchant pour Freddy : Les Griffes de la nuit

## Voix francophones
En France, Julien Kramer et Vincent Violette sont les voix les plus régulières de Jackie Earle Haley.